# لوسینه گیراگوسیان
لوسینه پارویری گیراگوسیان (ارمنی: Լուսինե Պարույրի Կիրակոսյան؛ انگلیسی: Lusine Kirakosyan؛ ۴ دسامبر ۱۹۴۶ - ۳ آوریل ۲۰۲۳) یک بازیگر اهل ارمنستان بود. وی بین سال‌های ۱۹۹۶ تا ۲۰۰۵ میلادی فعالیت می‌کرد.

## زندگی‌نامه
وی در در گیومری به دنیا آمد و از آکادمی دولتی هنرهای زیبای ارمنستان فارغ‌التحصیل شد. وی همچنین برندهٔ جوایزی همچون هنرمند افتخاری جمهوری ارمنستان و جایزه آرتاوازد شده‌است. وی در ۳ آوریل ۲۰۲۳ در سن ۷۶ سالگی در ایروان درگذشت.

## گزیده فیلمشناسی
از فیلم‌ها یا برنامه‌های تلویزیونی که وی در آن نقش داشته‌است می‌توان به حیاط ما اشاره کرد.